# Rajapalayam
Rajapalayam é uma cidade e um município no distrito de Virudhunagar, no estado indiano de Tamil Nadu.

## Demografia
Segundo o censo de 2001,  Rajapalayam  tinha uma população de 121,982 habitantes. Os indivíduos do sexo masculino constituem 50% da população e os do sexo feminino 50%. Rajapalayam tem uma taxa de literacia de 73%, superior à média nacional de 59.5%: a literacia no sexo masculino é de 80% e no sexo feminino é de 66%. Em Rajapalayam, 9% da população está abaixo dos 6 anos de idade.